# مذبحة مسجد الجرافة
كانت مذبحة مسجد الجرافة عام 2000 على أعضاء جماعة أنصار السنة في المسجد في الجرافة، وهي قرية في ضواحي أم درمان، في يوم 8 ديسمبر 2000 حيث كان المسلح الوحيد عباس آل باقر عباس (عباس الباقر عباس) وهو عضو في التكفير و الهجرة، حيث أطلق النار ب"كلاشينكوف" وبندقية هجومية أثناء صلاة العشاء، وقتل فيها 22 شخصا على الأقل وإصابة أكثر من 30 آخرين قبل أن يقتل برصاص الشرطة.

## إطلاق الرصاص
أثناء صلاة العشاء، وفي حوالي الساعة 9:00 مساءً، بدأ عباس الباقر عباس، الذي يبلغ من العمر 33 عاماً، باستخدام بندقية كلاشنيكوف، بإطلاق النار من خلال نافذة على الناس في مسجد السنة المحمدية في الجرافة، مما أسفر عن مقتل 20 مصلي.
بحسب الشهود، فقد تجنب قسم النساء في المسجد وطمأن النساء الفارات بأنه لن يطلق النار إلا على الذكور. وعندما رفض الاستسلام لوحدات الشرطة المستجيبة، قُتل عباس بعد تبادل لإطلاق النار لفترة وجيزة مع الضباط.
أصيب 33 في الهجوم، بينهم ضابط شرطة. وتوفي اثنان على الأقل من المصابين متأثرين بجراحهم.
على الرغم من أن عباس تصرف بمفرده، بحسب الشرطة، ذكر شهود عيان أن طلقات نارية أطلقت من ثلاثة اتجاهات وأنه كان هناك ثلاثة مهاجمين على الأقل يرتدون الجلاليب، وفروا جميعًا باستثناء واحد قبل وصول الشرطة. كما وردت تقارير تفيد بأنه لم يتم مهاجمة المصلين في المسجد فحسب، بل إن المسلح شن هجومًا على القرية، فقتل صبيين على الأقل. تم الإبلاغ عن ارتفاع عدد القتلى الذي يتراوح بين 23 و 24  إلى 27 قتيلا و 49 جريحاً.

## الخلفية

### التكفير والهجرة
التكفير والهجرة هي جماعة إسلامية متطرفة، نشأت في مصر، ولها تاريخ من الاختلافات مع داعية الأسلام أنصار السنة. وبينما يعتقد الأول أن الشريعة يجب أن تنفذ بالقوة، فإن الأخيرة لا تفعل ذلك. وقد أدى هذا الصراع إلى حوادث مماثلة في السابق.
- في 4 فبراير 1994، هاجم ثلاثة مهاجمين، هو محمد عبد الله الخليفي، وهو إسلامي ليبي، إلى جانب سودانيين اثنين، مسجداً لأنصار السنة في الثورة أمد درمان ببنادق هجومية، مما أسفر عن مقتل 19 شخصاً وإصابة 15. حكم عليه لاحقًا بالإعدام وأعدم في 19 سبتمبر 1994.[3][12][13][14]

- في 1 يناير 1996، قتل ثمانية مهاجمين وضابط شرطة في قتال بين أعضاء المجموعة والشرطة في كامبو أشارا عندما حاول الأول إجبار القرويين على التحول.[15] [6][16] وأسفر الهجوم على نفس المسجد في الجرافة عام 1996 عن مقتل 12 شخصا.[17] ز
- في 1 نوفمبر 1997، هاجم اثنان من جماعة التكفير والهجرة أشخاصًا يغادرون مسجدًا في أركويت بالسكاكين، مما أسفر عن مقتل اثنين وإصابة عشرة آخرين.[18][19][20]

## عباس الباقر عباس

عباس الباقر عباس

عباس الباقر عباس (1967 - 8 ديسمبر 2000) كان من الداسيس في الجزء الشمالي من الجزيرة. ورد أن والدته غادرت منزلها بسبب تعصبه الديني وأنه ضرب أخته متهما إياها بالكفر. درس الاقتصاد في جامعة طرابلس، لكنه اضطر لمغادرة ليبيا بسبب الجماعات الإسلامية الرائدة وبالتالي تهديد الأمن. كان عضوا سابقا في قوات الدفاع الشعبي، يقاتل المتمردين في الجزء الجنوبي من السودان.
في البداية كان عباس عضوًا في أنصار السنة، حيث غادرها عباس بسبب الاختلافات الدينية وانضم إلى التكفير والهجرة. وقيل إنه هدد مراراً جماعة أنصار السنة بهجوم مماثل لهجوم عام 1994. وبسبب هذه التهديدات، اعتقل في عام 1998 لمدة أربعة أشهر، إلى جانب 20 شخصا آخرين يشتبه في أنهم أعضاء في التكفير والهجرة. ومع ذلك، ندم وادعى أنه تخلى عن المجموعة وأفكارها، ونتيجة لذلك، أطلق سراحه.

## ما بعد الكارثة
في اليوم التالي، زار الرئيس عمر البشير المسجد، وقدم تعازيه لأقارب الضحايا، وأكد أنه سيتم تمرير تشريع للسيطرة على الجماعات الدينية المتعصبة، وتعهد «بتصحيح القوانين لحماية المجتمع من الأفكار المدمرة والضارة». في أعقاب المجزرة، تم نشر قوات الشرطة والأمن في ولاية الخرطوم في حملة تفتيش واسعة النطاق لمنع المزيد من العنف، مما أدى إلى اعتقال 65 من كبار جماعة التكفير والهجرة وتم تشديد القوانين الأمنية، مما سمح لإنفاذ القانون احتجاز المشتبه بهم لمدة تصل إلى ستة أشهر. وانتقدت أحزاب المعارضة التعديلات بسبب تقييدها للحريات واتهمت الرئيس البشير بإساءة استخدام الحادث لزيادة سلطته.

## روابط خارجية
- مسلح يقتل عشرين في مذبحة مسجد ، الديلي تلغراف (9 ديسمبر 2000)
- مسلح يقتل 20 في مسجد بالقرب من العاصمة السودانية المستقل (9 ديسمبر 2000)
- حادث إطلاق النار على المسجد يترك 20 قتيلا
- السودان: مسلح يفتح النار في مسجد ، أسوشيتد برس (9 ديسمبر 2000) (فيديو)
- السودان: مسلح يفتح النار في مسجد ، أسوشيتد برس (9 ديسمبر 2000) (فيديو)